# Aurora (gratte-ciel)
Pour les articles homonymes, voir Aurora.
Aurora est un gratte-ciel résidentiel de 207 mètres de hauteur construit à Brisbane en Australie de  2004 à 2006. À son achèvement c'était le plus haut gratte-ciel de Brisbane. Il a été depuis dépassé par le gratte-ciel appelé Soleil, construit en 2012.
Sa construction a coûté 100 millions de $.
Il a été conçu par l'agence Cottee Parker Architects
Aurora est le premier projet résidentiel d'Australie à comporter une technologie de reconnaissance de l'iris, pour assurer la sécurité de l'immeuble.
Les premiers niveaux comportent un espace consacrée à la relaxation et aux loisirs avec une piscine de 30 mètres, un cinéma.
Le bâtiment comprend des appartements appelés « résidences Platinium », situés en hauteur sur 2 étages avec des vues panoramiques sur la ville.
Il y a 5 ascenseurs.